# Адолф Маркс
 Тази статия е за руския издател.  За немския и американски епископ вижте Адолф Маркс (духовник).  
Адолф Фьодорович Маркс (на руски: Адо̀льф Фёдорович Маркс) е руски издател от XIX век от пруски произход.

## Биография
Роден е на 2 февруари 1838 година в пруския град Щетин (днес в Полша), в семейството на Фридрих Маркс, производител на часовници за часовникови кули. След като завършва образованието си, започва работа в книжарници.
През 1859 г. се установява в Русия, където последователно работи за Ф. А. Битепаз и Мориц Волф. След това води немската и френската кореспонденция на Великата руска железопътна компания. Отваря собствено издателство в Санкт Петербург през 1869 г.
Започва да публикува книги за литература, изкуство и история, а от 1870 г. издава седмичния журнал „Нива“, чрез който придобива най-голяма популярност. През 1897 г. получава благородническа титла.
Умира на 4 ноември 1904 година в Санкт Петербург на 66-годишна възраст. Издателството продължава да се развива и след смъртта му. През 1910 г. е публикувано 2-рото издание на „Большой всемирный настольный атлас“.